# Global ATM Alliance
Die Global ATM Alliance (ATM steht für „Automated teller machine“, deutsch Geldautomat) ist ein Zusammenschluss mehrerer internationaler Banken. Dieser Unternehmenszusammenschluss erlaubt es den Kunden der jeweiligen Banken, gebührenfrei an Bankautomaten der Global ATM Alliance Geld abzuheben. Die Banken decken große Teile von Europa, Nordamerika, Australien und Neuseeland sowie kleinere Gebiete in Südamerika und Afrika ab.
Liste der Banken:
- Bank of America (Vereinigte Staaten von Amerika)
- Barclays (Vereinigtes Königreich, Spanien, Portugal, Gibraltar)
- BNP Paribas (Frankreich, Polen, Guinea, Marokko, Senegal, Guadalupe, Neukaledonien) sowie Unternehmen der BNP-Paribas-Gruppe: BNL (Italien), UkrSibBank (Ukraine), TEB (Türkei), Bank of Nanjing (China), BGL (Luxemburg)
- Deutsche Bank (Deutschland, Spanien, Italien)
- Scotiabank (Kanada, Karibik, Chile, Peru, Mexiko, Amerikanische Jungferninseln, El Salvador, Guyana)
- Westpac (Australien, Neuseeland, Fidschi, Vanuatu, Cookinseln, Samoa, Tonga, Papua-Neuguinea, Salomonen)